# Luboš Pistorius
Luboš Pistorius (* 11. Dezember 1924 in Prag; † 9. Februar 1997 ebenda) war ein tschechischer Theaterregisseur, Dramatiker, Organisator und Pädagoge.

## Leben
Pistorius wuchs in Prag auf. Von 1945 bis 1948 studierte er ohne Abschluss Regie am Prager Konservatorium und an der Theaterfakultät der Akademie der Musischen Künste (DAMU) in Prag. Er begann seine künstlerische Karriere als Regisseur in Ostrava.
Von dort zog er 1951 nach Pilsen und war ab 1953 Leiter des örtlichen Schauspielhauses. Zwischen 1960 und 1971 arbeitete er am Vinohrady-Theater als Regisseur und später (1960–1965) als Theaterregisseur. Von 1971 war er bis 1987 am Švanda-Theater in Smíchov aktiv. Anfang der neunziger Jahre kehrte er erneut kurz ins Vinohrady-Theater zurück. Am 9. Februar 1997 starb er im Alter von 72 Jahren.